# FSV Berolina Stralau
FSV Berolina Stralau is een Duitse voetbalclub uit Friedrichshain in de hoofdstad Berlijn.

## Geschiedenis
De club werd in 1901 opgericht als Berliner Fußballclub Libertas-Südost 1901. In 1909 werd de naam Libertas-Südost der SC Berolina 1901 aangenomen. In 1926 fusioneerde de club met Lichtenberger SC Frisch Auf 1901 en werd Berolina LSC 01.
Op sportief vlak speelde de club tot 1920 in de Oberliga Berlin. Daarna speelde de club voornamelijk in de tweede klasse. In 1935 nam de club deel aan de eerste editie van de Tschammerpokal, de voorloper van de DFB-Pokal. De club won van Victoria Hamburg en Vorwärts RaSpo Gleiwitz en bereikte de achtste finale waarin de club met 1-5 verloor van FC Hanau 93.
De club slaagde er niet in te promoveren naar de Gauliga. In 1943 fusioneerde de club om oorlogsredenen met SV Stralau 1910 en speelde tot 1945 onder de naam KSG Berolina/Stralau Berlin.
Na de Tweede Wereldoorlog werden alle voetbalclubs in Duitsland opgeheven. Leden van Berolina richtten SG Stralau op. De club speelde in 1945/46 in de Berliner Stadtliga, die verdeeld was over vier groepen. Na dit seizoen bleef er nog één reeks over en Stralau kwalificeerde zich hier niet voor. Vanaf 1949 mochten de Berlijnse clubs opnieuw hun historische naam aannemen. De club nam de naam SG Berolina Stralau aan en was naast Concordia Wilhelmsruh, SG Köpenick en SG Hohenschönhausen een van de weinige clubs uit Oost-Berlijn die hun burgerlijke naam van voor de oorlog terug mocht aannemen.
De club speelde enkele seizoenen in de Bezirksliga Berlin, op dat moment de derde hoogste klassen, maar het grootste gedeelte ten tijde van de DDR speelde de club in de lagere Bezirksklasse. Na de Duitse hereniging werd de naam SV Stralau 1901 aangenomen. In 1992 fusioneerde de club met Eintracht Friedrichshain en nam zo de huidige naam aan. De club speelt nog steeds in de onderste regionen van het Duitse voetbal. In 2014 promoveerde de club naar de Landesliga. In 2018 promoveerde de club door naar de Berlin-Liga maar moest een jaar later weer een stapje terug zetten.
Staffel 1:
BSV Al-Dersimspor ·
Empor Berlin II ·
Berliner SV 92 ·
SC Borsigwalde ·
VfB Concordia Britz ·
SV Stern Britz ·
BSC II ·
FC Internationale ·
Köpenicker FC ·
Eintracht Mahlsdorf II ·
BFC Meteor 06 ·
BFC Preussen II ·
TSV Rudow ·
FSV Berolina Stralau ·
Türkiyemspor ·
Viktoria 1889 Berlin II ·

Staffel 2:
Blau-Weiß 90 Berlin ·
SC Berliner Amateure ·
Berolina Mitte ·
Friedenauer TSC ·
FSV Hansa 07 ·
VfB Hermsdorf ·
BSV Hürtürkel ·
FC Internationale II ·
SF Kladow ·
FC Liria ·
FC Stern Marienfelde ·
DJK SW Neukölln ·
1. FC Novi Pazar 95 ·
Steglitzer SC Südwest 1947 ·
SFC Stern 1900 II ·
Wittenauer SC Concordia